# Волери
Волери (латыш. Voleri) — микрорайон в составе Курземского района Риги, расположенный на левом берегу Даугавы. Он ограничен Даугавгривским шоссе, каналом Хапака-Гравис и рекой Даугава. По суше Волери граничит с микрорайонами Болдерая и Спилве, а через реку — с Кундзиньсалой и Вецмилгрависом.
Общая площадь микрорайона составляет 5,315 км², а длина его границ — 12 175 м. Значительная часть сухопутной границы проходит по водоемам, связанным с Даугавой.

## История
Несмотря на близость к центру Риги, территория нынешнего микрорайона Волери в 1561—1795 годах принадлежала герцогству Курляндии и Семигалии. Здесь находился ряд мыз, в честь одной из которых — мызы Волеру, получившей свое название от имени Генинга Волера, который имел небольшую усадьбу на этой территории, и был назван микрорайон; также здесь были корчмы и луга, и до XIX века местность оставалась в основном сельскохозяйственной. В 1736 году мызу Волеру приобрел предприниматель Иоганн Штейнгауэр и запустил лесопилку, работавшую от энергии воды. В состав Риги район вошел в 1824 году.
В 1930-х годах здесь начала появляться жилая застройка — ряд одно- и двухэтажных домов вдоль построенной после провозглашения независимости Латвии дамбы на берегу Даугавы, которая была крупнейшим сооружением района. Местные жители занимались рыболовством, работали на лесопилке или других деревозаготовительных предприятиях, сплавляли дрова и грузили лес на корабли и другие крупные суда. Здесь также были хозяйства, специализировавшиеся на выращивании и квашении капусты; большую часть территории занимали капустные огороды. Хотя территория Волери была малообитаема, по состоянию на 1938 год здесь насчитывалось 789 жителей.
В настоящее время в микрорайоне также преобладает малоэтажная жилая застройка, прилегающие к которой территории используются для нужд порта. В 1960-х годах здесь находились два промышленных участка Рижского морского порта.
К северу от Волери находится местность Кремери, образованная на территориях бывшей мызы Кремера (Кремерсгоф).
На территории между Кремери и Волери в 1992 году был создан заказник государственного значения «Кремери» для сохранения и защиты важного места гнездования птиц в Риге. Северная часть заказника граничит с территорией Рижского порта в Волери, на юге её окружает малоэтажная застройка и огороды. Современная территория заказника образовалась в 1976—1986 годах.
Для образования залива, где могли разгружаться суда, после Второй мировой войны территория Кремери была ликвидирована. Возле искусственно образовавшегося залива образовалась промышленная зона с территориями Рижского порта и другими промышленными предприятиями. Территорию Волери и Кремери от мызы Бекерсгоф отделяет канал Бекера-гравис, текущий параллельно Даугаве. Канал постепенно зарастает, а его верхний конец уже засыпан.

## Остров Криеву
У истока канала Хапака-гравис в Даугаве находится остров Криеву, образованный в первой половине XVIII века.
В настоящее время происходит быстрое развитие инфраструктуры острова Криеву как территории порта: терминал острова Криеву является специально сооруженным и оснащенным соответствующей техникой местом обработки лесоматериалов. Ещё в XIX веке при планировании развития Рижского порта остров Криеву был определён как перспективное место для сооружения угольного терминала.
В начале XXI века на острове Криеву была реализована масштабная портовая инфраструктурная программа. В 2009 году Рижская дума приняла решение о выносе портовых операций из исторического центра города на остров Криеву. Проект, стартовавший в 2012 году, предусматривал строительство современного логистического комплекса с четырьмя глубоководными причалами. Общая стоимость инвестиционного проекта составила 171 миллион евро, частично профинансированных из средств Европейского Союза. Завершение строительства и начало грузовых операций пришлись на 2018—2019 годы.

## Фотографии

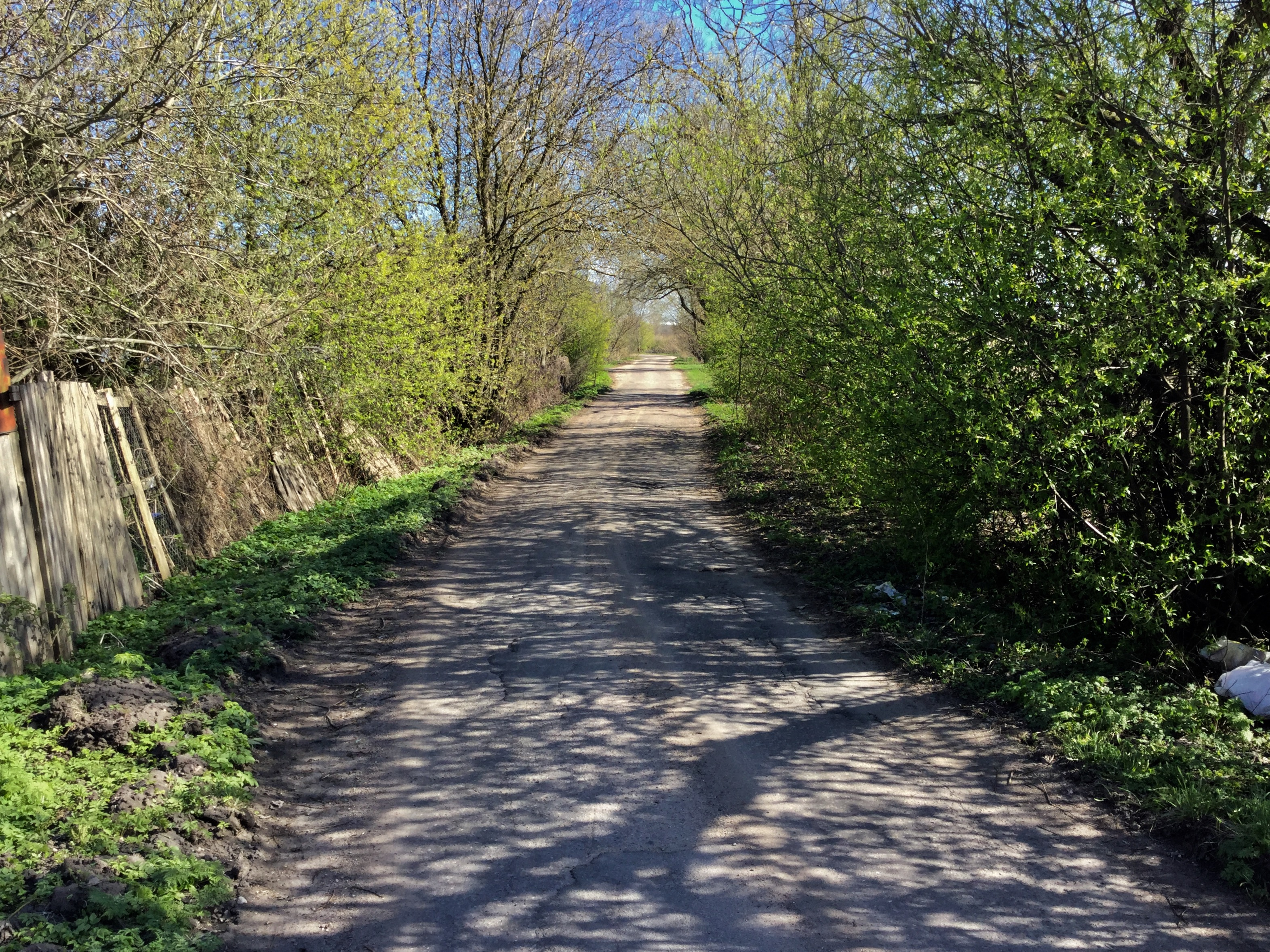
Улица Кремеру
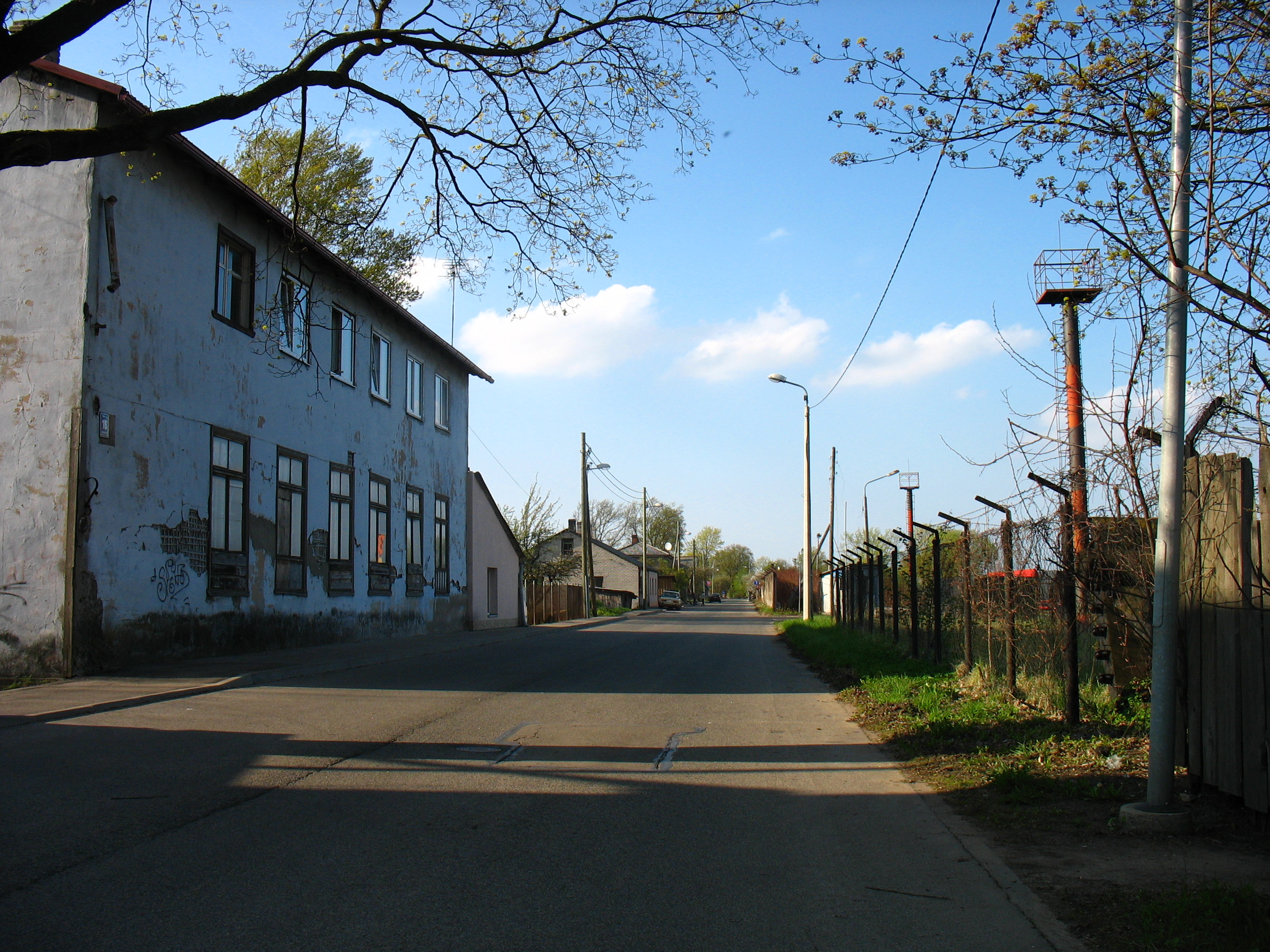
Улица в микрорайоне Волери
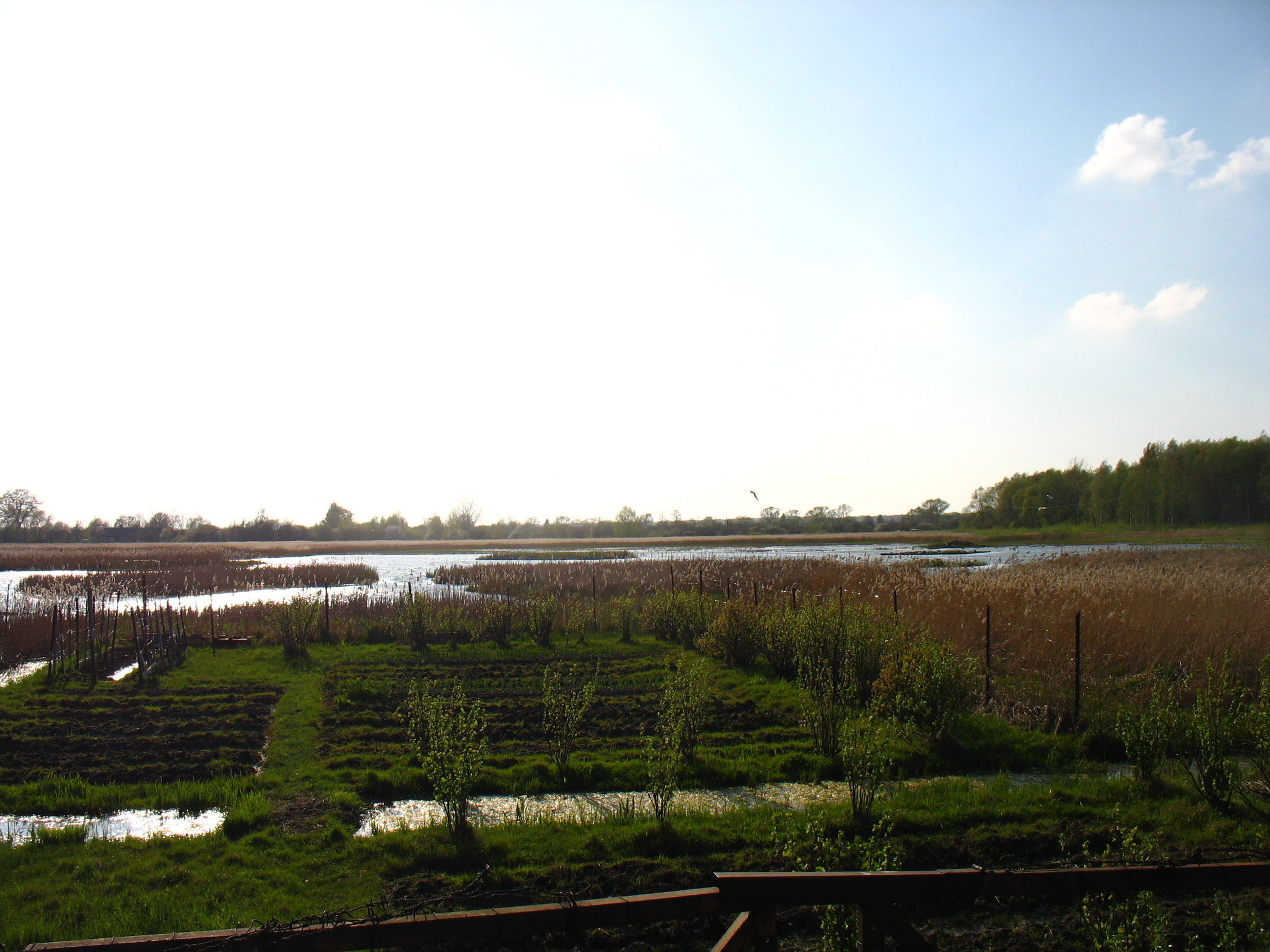
Заливные луга